# دیلیون هارپر
دیلیون هارپر (انگلیسی: Dillion Harper؛ زادهٔ ۲۷ سپتامبر ۱۹۹۱) بازیگر پورنوگرافی آمریکایی است.

## اوایل زندگی
هارپر در شمال فلوریدا زاده و بزرگ شد و در کالج دندان‌پزشکی خواند. او فعالیت در صنعت بزرگسالان را به عنوان مدل برهنه برای وب‌سایت‌های مختلفی همچون اسکور، هاسلر، برزرز و بنگ‌بروز آغاز کرد.

## فیلم‌شناسی
| نام فیلم                                 | استودیو             | سال تولید |
| فاحشههای کیرخور ۳                        | Evil Angel          | ۲۰۱۳      |
| شاهکار کون ۱۱                            | Pure Play Media     | ۲۰۱۳      |
| پرستار بچه ۸                             | Mile High           | ۲۰۱۳      |
| خاطرات پرستار بچه ۱۱                     | Mile High           | ۲۰۱۳      |
| لزبین‌های بد                              | Girlfriends Film    | ۲۰۱۳      |
| بهترین در XXX                            | Wicked Pictures     | ۲۰۱۴      |
| کیر بزرگ برای دخترک ناز ۲                | New Sensations      | ۲۰۱۲      |
| دهان‌پرهای ۱۷                             | Bang Productions    | ۲۰۱۲      |
| دهان‌پرهای ۲                              | Bang Productions    | ۲۰۱۳      |
| جمعه‌های سکس دهانی ۷                      | Bang Bros           | ۲۰۱۳      |
| خوابیدن با پرستار بچه ۱۴                 | Devil's Film        | ۲۰۱۲      |
| دختران جدید                              | Evil Angel          | ۲۰۱۴      |
| میهمانی کریسمس                           | Brazzers Network    | ۲۰۱۲      |
| همسران خیانت‌کار گیرافتاده ۱              | Red Light District  | ۲۰۱۳      |
| همسران خیانت‌کار گیرافتاده ۵              | Red Light District  | ۲۰۱۳      |
| راهنما دانشگاهی برای ارگاسم زنان         | Shane's World       | ۲۰۱۳      |
| قوانین کالج ۱۰                           | Morally Corrupt     | ۲۰۱۳      |
| زنان پیر در برابر زنان کوچک              | Wicked Pictures     | ۲۰۱۲      |
| زوج‌ها پرستار بچه می‌گایند                 | Lethal Hardcore     | ۲۰۱۳      |
| زوج‌ها به دنبال نوجوانان ۱۳               | Mile High           | ۲۰۱۳      |
| گاینده‌های کراک ۳                         | Evil Angel          | ۲۰۱۴      |
| مصاحبه‌های خوردن منی                      | Amateur Allure      | ۲۰۱۳      |
| کیوت‌ها ۶                                 | Elegant Angel       | ۲۰۱۴      |
| کریم‌پای عمیق ۳                           | Juicy Entertainment | ۲۰۱۳      |
| این را تا ته گلو ببر ۶۲                  | Pure Play Media     | ۲۰۱۳      |
| خواهرهای ناتنی در حال زدن حرف‌های کثیف    | Lethal Hardcore     | ۲۰۱۳      |
| تهاجم به خوابگاه ۶                       | Bang Productions    | ۲۰۱۳      |
| داستان‌های ماساژ شهوانی ۲                 | Digital Sin         | ۲۰۱۳      |
| اشتیاق ابدی                              | Mile High           | ۲۰۱۳      |
| همه آن‌ها را تا چشم گاییدم ۲              | Jules Jordan Video  | ۲۰۱۲      |
| نقاشان صورت                              | My XXX Pass         | ۲۰۱۳      |
| نقاشان صورت ۲                            | My XXX Pass         | ۲۰۱۴      |
| گیرنده‌های منی روی صورت ۲۸                | Sticky Video        | ۲۰۱۳      |
| پاشیدن شدید روی صورت ۲                   | Evil Angel          | ۲۰۱۳      |
| رویاهای به حقیقت پیوسته                  | Pure Passion        | ۲۰۱۴      |
| تک‌نفره‌های فانتزی ۸                       | Kick Ass Pictures   | ۲۰۱۳      |
| در نقش پدر ۵                             | Mile High           | ۲۰۱۴      |
| خانواده کثیف ۱                           | Mile High           | ۲۰۱۳      |
| دختران بنگ‌بروز ۲۶: لمی روکرویکس          | Bang Productions    | ۲۰۱۳      |
| دختران بنگ‌بروز ۲۹: لونا استار            | Bang Productions    | ۲۰۱۳      |
| دختران بنگ‌بروز ۲۹: لونا استار            | Bang Productions    | ۲۰۱۳      |
| گلم-کور                                  | New Sensations      | ۲۰۱۲      |
| جق‌زدن و جذاب‌ها                           | Sticky Video        | ۲۰۱۳      |
| آن دختر را می‌شناسم ۱۲                    | Brazzers            | ۲۰۱۳      |
| عاشق اسباب‌بازی‌های بزرگ هستم ۳۶           | Digital Sin         | ۲۰۱۲      |
| رویاهای خیس و خشن لالی                   | Penthouse           | ۲۰۱۳      |
| خوابگاه دخترانه ۲                        | AEBN                | ۲۰۱۳      |
| هیچ‌هایکر لزبین ۶                         | Mile High           | ۲۰۱۳      |
| داستان‌های عاشقانه لزبین ۱                | Girlfriends Films   | ۲۰۱۲      |
| داستان‌های عاشقانه لزبین ۳                | Girlfriends Films   | ۲۰۱۳      |
| مهمانی‌های لزبین                          | Girlfriends Films   | ۲۰۱۳      |
| توانبخشی لزبین                           | Girlfriends Films   | ۲۰۱۲      |
| بیا سکس مقعدی را امتحان کنیم ۴           | Brazzers            | ۲۰۱۳      |
| گنگ‌بنگ برعکس مانوئل فررا                 | Jules Jordan Video  | ۲۰۱۳      |
| ماسیس ۶                                  | Mile High           | ۲۰۱۴      |
| میلف گاییده‌شده                           | Wicked Pictures     | ۲۰۱۴      |
| مامان مرا می‌کند                          | Smash Pictures      | ۲۰۱۴      |
| مادران، نوجوانان را می‌کنند ۶             | Manwin Content      | ۲۰۱۳      |
| کلوپ رد و بدل مادر-دختر ۲۸               | Girlfriends Films   | ۲۰۱۳      |
| دوست‌دختر قبلی من ۹                       | Pulse Distribution  | ۲۰۱۳      |
| همسرم مرا در حال گاییدن کون مادرش گرفت ۳ | Devil's Film        | ۲۰۱۲      |
| خوره‌های کتاب شیطان ۳۴                    | Pure Play Media     | ۲۰۱۳      |
| پرستارهای بچهٔ شیطان                      | Wicked Pictures     | ۲۰۱۲      |
| ستارهٔ جدید XXX هفت                       | Digital Sin         | ۲۰۱۴      |
| قطب شمال ۱۰۵                             | PeterNorth.com      | ۲۰۱۳      |
| روغن بیش‌ازحد ۹                           | Jules Jordan Video  | ۲۰۱۳      |
| من بهترین دوست دخترم را گاییدم ۶         | Devil's Film        | ۲۰۱۳      |
| شورت بیرون زده ۶                         | Evil Angel          | ۲۰۱۳      |
| مهمانی سه نفره ۸                         | Bang Productions    | ۲۰۱۴      |
| واژن فوق‌العادهٔ کوچک                      | Digital Sin         | ۲۰۱۳      |
| چیزهای خیلی کوچک                         | New Sensations      | ۲۰۱۳      |
| زندگی‌های خصوصی                           | Adam & Eve          | ۲۰۱۳      |
| کمک‌رسان‌های شهوانی بابانوئل               | Brazzers Network    | ۲۰۱۳      |
| اغوا شده توسط یک لزبین واقعی ۱۳          | Lethal Hardcore     | ۲۰۱۳      |
| علایق شهوانی لکسی بل                     | New Sensations      | ۲۰۱۳      |
| سکس درمانی                               | دیجیتال پلی‌گراوند   | ۲۰۱۳      |
| او پنجمین جدید است                       | Pulse Distribution  | ۲۰۱۳      |
| او فقط ۱۸ سال دارد ۸                     | Pulse Distribution  | ۲۰۱۳      |
| او خیلی ناز است ۴                        | Digital Sin         | ۲۰۱۲      |
| به او روشش را نشان بده                   | Adam & Eve          | ۲۰۱۴      |
| اورجی مهمانی چرت‌زنی                      | Hustler Video       | ۲۰۱۲      |
| لحظات جنده‌بازی در اینسنت‌های              | Paper Street Media  | ۲۰۱۳      |
| خیلی جوان خیلی سکسی POV ۶                | New Sensations      | ۲۰۱۲      |
| میهمان‌نوازی جنوبی                        | Girlfriends Films   | ۲۰۱۳      |
| رکاب برای معلم ۳                         | Evil Angel          | ۲۰۱۳      |
| رکاب چند پسر ۲                           | Evil Angel          | ۲۰۱۴      |
| سوپر سوراخ XLVII                         | Brazzers Network    | ۲۰۱۳      |
| این را قورت بده ۳۰                       | Pure Play Media     | ۲۰۱۳      |
| خط‌های برنزه ۴                            | Evil Angel          | ۲۰۱۳      |
| نوجونان بزرگش را دوست دارند ۱۵           | Brazzers            | ۲۰۱۳      |
| نوجوانان بزرگش را می‌خواهند ۴             | Pulse Distribution  | ۲۰۱۲      |
| نوجوانان با پستان ۱۵                     | Diabolic Video      | ۲۰۱۲      |
| کارهایی که ما می‌کنیم                     | Girlfriends Films   | ۲۰۱۴      |
| این استار ترک نیست XXX ۳                 | Hustler Video       | ۲۰۱۳      |
| این توایلایت نیست ۲                      | Devil's Film        | ۲۰۱۲      |
| گلو زده ۴۳                               | Overboard Video     | ۲۰۱۳      |
| زیادی بزرگ برای نوجوانان ۱۳              | Mile High           | ۲۰۱۳      |
| شغل‌های سخت ۲۶                            | Bang Productions    | ۲۰۱۲      |
| کس برای نشان                             | Lethal Hardcore     | ۲۰۱۲      |
| کریسمس خیلی برزرز وار                    | Brazzers            | ۲۰۱۳      |
| ما با هم زندگی می‌کنیم ۲۸                 | Pulse Distribution  | ۲۰۱۳      |
| رویاهای خیس                              | Wicked Pictures     | ۲۰۱۳      |
| زنان به دنبال زنان ۹۳                    | Girlfriends Films   | ۲۰۱۳      |
| جوان و شکوهمند ۵                         | Jules Jordan Video  | ۲۰۱۳      |
| اغوای دختران جوان ۲                      | Pure Passion        | ۲۰۱۴      |
| دختران جوان در شرت‌هایشان                 | Digital Sin         | ۲۰۱۴      |